# Ясукуни
Ясукуни (яп. 靖國神社 Ясукуни-дзиндзя) — синтоистское святилище («храм мира в стране»), расположенное в Токио. Выполняет функции центра религиозных церемоний религии синто. Особое положение Ясукуни определяется тем, что, в отличие от большинства храмов синто, там поклоняются не ками, а душам воинов, погибших за Японию и императора. Верховное божество храма — Император Японии.
В числе наиболее известных паломников — бывшие премьер-министры Японии Дзюнъитиро Коидзуми и Синдзо Абэ. В связи с тем, что среди почитаемых в святилище имеется несколько японских военачальников, признанных международным трибуналом военными преступниками, святилище многократно оказывалось в центре внимания международной прессы, а посещение его японскими политическими лидерами неизменно становится поводом для международных скандалов и официальных протестов, главным образом со стороны Китая и Южной Кореи.

## История храма
Построен в 1869 году и, в отличие от других святилищ, находился в ведении военного руководства страны. На праздниках роль главных распорядителей принадлежала генералам и адмиралам. Именно в Ясукуни находились списки погибших в войнах. В этом святилище также хранились зеркало и меч — атрибуты императорской власти. В 1874 году император Мэйдзи посетил Ясукуни, что было беспрецедентным поступком, поскольку там поклонялись не богам, а душам погибших воинов. Таким образом, солдаты, отдавшие жизнь за императора, были приравнены к богам.
15 августа 1975 года впервые после капитуляции Японии в сентябре 1945 года храм посетил японский премьер-министр (Такэо Мики), 21 ноября 1975 года храм впервые посетил японский император (Хирохито).

С 2001 года ежегодные демонстративные посещения храма Ясукуни премьер-министром Японии Дзюнъитиро Коидзуми вызывали активное недовольство Китая и Кореи, каждый раз высказывавшим по данному поводу официальные протесты. В официальном заявлении Пекина, в частности, говорилось, что подобное паломничество «равносильно отданию почестей нацистам, повешенным по приговору Нюрнбергского трибунала». Игнорирование протестов создало напряжённость в отношениях стран и привело к отмене двухсторонних переговоров Японии с Китаем и Южной Кореей. Из заявления официального представителя МИД КНР Кун Цюаня в 2005 году:
«Мы уже многократно заявляли, что в храме Ясукуни установлены таблички с именами военных преступников „класса А“ во Второй мировой войне, чьи руки обагрены кровью народов Китая и других азиатских стран. Что означает паломничество в такое место?.. Мы неоднократно выражали решительный протест против посещения храма Ясукуни японскими руководителями».
В 2007 году в корейских СМИ разгорелась полемика по вопросу внесения имени корейского принца Ли У (1912—1945) в списки храма Ясукуни. Официальная позиция Японии обусловлена тем, что «он был японцем в момент смерти» после атомного взрыва в Хиросиме, находясь на службе японской императорской армии.
Сменивший Коидзуми на посту премьер-министра Синдзо Абэ ранее отказывался от посещения Ясукуни, чтобы не провоцировать возможные международные скандалы. Однажды, он прислал храму символический дар — бонсай. Таким образом ему удалось избежать международных осложнений, одновременно показав, что он чтит память погибших в войнах японцев. Однако 26 декабря 2013 года премьер Абэ изменил этой традиции и посетил храм, чем вызвал критику со стороны Китая, Южной Кореи, США и России.
20 апреля 2014 года, храм посетил другой высокопоставленный японский чиновник — председатель национальной Комиссии по вопросам общественной безопасности, государственный министр по вопросу похищения японских граждан Кэйдзи Фуруя, а ещё через два дня, 22 апреля 2014, в храм прибыло сразу 146 депутатов из обеих палат парламента Японии.
В сентябре 2015 года (в 70-ю годовщину капитуляции Японии во Второй мировой войне) храм посетила группа из около 70 депутатов японского парламента (но премьер-министр Японии Синдзо Абэ из дипломатических соображений отказался от личного присутствия, направив ритуальное подношение).
После этого, 23 ноября 2015 года самодельная бомба была взорвана у южных ворот храмового комплекса. Пострадавших не было. 9 декабря 2015 при попытке повторить взрыв японской полицией был задержан бомбист, им оказался 27-летний гражданин Южной Кореи. У него изъяли взрывчатку и таймер для изготовления второй бомбы и он признался в намерении взорвать храм Ясукуни.

## Божества
Согласно синтоистской традиции, японские граждане, погибшие в каких-либо войнах, в которых участвовала Япония, являются объектом поклонения. Следующий список приводит суммарное количество причисленных к лику святых, отдельно по каждой войне:
- Война Босин (гражданская, 1867—68): 7751
- Война Сэйнан (гражданская, 1877): 6971
- Тайваньский поход (Месть за 54 погибших рыбака, убитых тайваньскими аборигенами после крушения корабля, 1874): 1130
- Японо-китайская война (1894—1895): 13 619
- Ихэтуаньское восстание (в числе восьми держав, участвовавших в подавлении мятежа, 1901): 1256
- Русско-японская война (1904—05): 88 429
- Первая мировая война (1914—18): 4850
- Цзинаньский инцидент (1928): 185
- Маньчжурский инцидент (завершившийся оккупацией Маньчжурии, 1931): 17 176
- Японо-китайская война (1937—1945): 191 243
- Вторая мировая война: 2 133 885

## Ясукуни и политика
В числе святых, которым проводится поклонение в рамках синтоистских религиозных церемоний в храме Ясукуни — приговорённые к казни через повешение за совершённые военные преступления Хидэки Тодзио (Тодзё), Сэйсиро Итагаки, Хэйтаро Кимура, Кэндзи Доихара, Иванэ Мацуи, Акира Муто, Коки Хирота и другие. В Ясукуни также имеется памятник Радхабиноду Палу — индийскому судье, который на Токийском процессе единственным из судей высказался за полное оправдание обвиняемых.
Вследствие этого в Китае, подвергшемуся японской оккупации в первой половине XX века и обеих Кореях, бывших японской колонией, храм считается символом японского милитаризма, а почитание его официальными лицами Японии расценивается как рецидив милитаризма и оскорбление памяти жертв японской агрессии.